# چون تو
«چون تو» (اسپانیایی: Como Tú‎) نام ترانه‌ای است اسپانیولی در سبک موسیقی پاپ که شعر آن توسط «ویلدو»، خواننده و آهنگ‌ساز اهل شیلی نوشته شده و «دانیل فرایبرگ» آن را تنظیم کرده و توسط «خوزه خوزه» خواننده مکزیکی اجرا و در سال ۱۹۸۹ میلادی منتشر شد.
این ترانه، بخشی از آلبوم استودیویی «عشق چیست؟» و سومین «تک‌آهنگ» این خواننده بود که به صدر «جدول برترین ترانه‌های لاتین»، پس از ترانه‌های «او کیست؟» (۱۹۸۶) و «من چنینم» (۱۹۸۸)، راه یافت.
«چون تو» در مارس ۱۹۸۹ از پنجمین ترانهٔ برتر «جدول برترین ترانه‌های لاتین» به برترین ترانه این جدول، مبدل شد و ۱۰ هفته متوالی در صدر ماند. در پایان سال ۱۹۸۹ میلادی، این ترانه، چهارمین تک‌آهنگ برتر لاتین سال در ایالات متحده آمریکا بود.